# ワタリ (漫画)
『ワタリ』は、白土三平による日本の漫画作品。実写映画化もされた。

## 概要
『週刊少年マガジン』（講談社）で連載された。全三部構成。単行本は全7巻。「第一部」が 1965年（昭和40年）から1966年（昭和41年）に、「第二部」が 1966年（昭和41年）に、「第三部」が 1967年（昭和42年）にそれぞれ執筆された。1965年頃につげ義春を伴い千葉県大多喜の旅館寿恵比楼に宿泊し、この作品のコマ割りを手がけていた。この際にはしばしば釣りに出かけたが、蟹取橋下流側の好釣り場では杭の穴に足を落とした。このエピソードはつげ義春の『西部田村事件』で患者が足を杭の穴に落とすエピソードとして描かれた。
1966年（昭和41年）には、『大忍術映画ワタリ』のタイトルで映画化。1969年（昭和44年）には『忍風カムイ外伝』の後番組としてTCJ、宣弘社によってテレビアニメ化が企画され、パイロットフィルムも製作されたが、実現しなかった。

## ストーリー

### 第一部・第三の忍者
時は天正年間、百地党と藤林党の争いが続く伊賀の里。そこでは下忍たちの命は使い捨ての駒として軽く扱われ、「死の掟」と呼ばれる意図不明な粛清に怯える日々を送っていた。そこへ突如、伊賀の里に現れた謎の忍者、ワタリとじい（四貫目）。彼らは伊賀、甲賀、いずれにも属さない「ワタリ一族」と呼ばれていた。百地党と藤林党の争いの最中、下忍たちは「死の掟」をはじめとする圧政を打倒するために「赤目党」を結成。一旦は首領を倒したが、最終的には壊滅に追い込まれ、さらなる圧政が敷かれることになる。そしてワタリとじいに藤林党首領直属の暗殺部隊「伊賀崎六人衆」が迫る。

### 第二部・0の忍者
「死の掟」の謎が明らかにされたことで、既存の支配体型が崩壊し、代わりに百地党と藤林党の主だった下忍たちで結成された「赤目党」による統治が始まった。かつての伊賀の支配者であった音羽の城戸は、自身はあくまでも真の支配者の命に従っただけだと弁明するも「百地赤目党」のリーダー石川のオビトは一笑に付し、聞き入れることはなかった。その後伊賀の真の支配者を名乗る「0の忍者」が現れ、人知を超えた忍術により次々に倒される赤目党の忍者たち、そしてワタリと心通わせた少女アテカも0の忍者に殺される。復讐を誓ったワタリはオビト達赤目党と共に0の忍者に戦いを挑むも敗れ、オビトは伊賀の人々の手にかかり、ワタリも0の忍者の脅迫に屈し伊賀を去った。その後、0の忍者を後ろ盾に復権した城戸による伊賀支配がはじまるが、その時、流行病で死んだはずの伊賀の少年カズラが墓より蘇り、ワタリと同じ術を用いて音羽の城戸と0の忍者に相対していく。

### 第三部・ワタリ一族
天正伊賀の乱、本能寺の変と時代は大きく移り変わっていく中、どこの誰にも仕えない事を理念としていたワタリ一族もまた時代と共に変化を遂げつつあった。そんな中、ワタリとじいはワタリ一族を取り巻く陰謀に巻き込まれていくことになる。

## 登場人物
ワタリ
ワタリ一族の少年忍者。じいこと四貫目と共に、伊賀の忍を脅かす死の掟の謎を解くために旅を続け、強敵たちと戦う。
じい（四貫目）
ワタリ一族の老忍者。ワタリと共に旅をしている。同作者の複数の作品に同名の同じ姿をした忍者が登場している他、司馬遼太郎の小説にも登場する等、猿飛佐助と同様の架空の忍者の1人。
月影
ワタリやじいが飼っている忍び馬。

### 第一部

#### 百地党
百地三太夫
百地党頭領。映画では爺に掟の秘密の正体を看破され、「命令された」と口滑らせたため城戸に口を封じられた。
音羽の城戸
百地党大頭。
新堂の小次郎
カズラの旧友、変装の名人で、ワタリの無角投げや道順の血引きを退けるなど凄腕の忍者。ツユキを殺した忍者が百地のものではない事を看破したことで、道順より「死の掟」の抵触したことを告げられ殺される。
- 四方カタビラ千本打ち

筒に仕込まれた鎖帷子を風呂敷のように広げることで敵の攻撃を防ぐ。
ツユキ
カズラの姉。三太夫の命令で五月雨城に忍び込むも、素性が明かされたことで同じ伊賀物により抹殺される。映画版では伊賀崎六人衆の奇襲を受け、小次郎が消息を絶ち追い詰められた末に自決した。
ドンコ

#### 赤目党
「死の掟」など首領の圧政に対からの解放を目論む下忍たちで構成されたレジスタンス。最終的に城戸や首領によって壊滅するが、花組や土組などが後に赤目党を再興し、ワタリと共闘することになる。
カズラ
下忍養成所の責任者。自身もかつて拉致され、下忍になった経緯がある。ワタリとは当初対立していたが、ほどなく友人となった。小次郎とツユキの死をきっかけに「死の掟」に疑念を持ち、赤目党に参加するも、赤目党内部にスパイがいることを看破し単独で首領を暗殺すべく姿を消す。最終的に自らの命と引き換えに首領を暗殺することに成功し下忍たちや城戸からも称賛されるが、ワタリからは犬死でしかないと云われる。
- タンジンの術

タンジン、いわゆる炭の粉を散布し炭塵爆発を起こす術。太陽光を利用した時限式など、非常に応用が利く。また秘密裏に導火線を敷くことで遠距離から爆破することも可能。
黒川のヤマケ
ムクラのナバリ
柘植の百貫
岩城のカブロ
下水のセセラギ

##### 雲組
小頭
映画では三太夫の命令で五月雨城に忍び込むも、伊賀崎六人衆の忍術によって組の忍者たちともども倒されてしまう。
シブタレ
カンネ
カンパチ

#### 藤林党
藤林長門
藤林党頭領。映画ではカズラの命をも賭けた忍術で屋敷ごと吹っ飛ばされた。
楯岡の道順
藤林党大頭。その正体は城戸の変装。
アテカ
藤林長門の娘。初出の時点で変装したワタリと入れ替わっていた。その後も度々ワタリと入れ替わりつつ一方でワタリと心を通わせていた。
自分に変装していたワタリと出会っていたところを目撃していた0の忍者にワタリ本人と誤解され、命を奪われる。

##### 伊賀崎六人衆
道順直属の暗殺部隊。当初は赤目党参加者の暗殺を行っていたが、赤目党壊滅後はワタリと四貫目を標的に行動を開始する。
トリコ
虫や蛇などの小動物を操る老忍者。
- カカつつみ

対象にフェロモンをつけ、蛾の大群に襲わせる
ハンザキ
ランスと盾を装備した忍者というには不釣り合いな巨漢。見た目によらず狡猾な一面も。
- ギバチ

人間刺しの異名を持つ。ありとあらゆるもので人間を突き刺す。
シジマ
浪人風の剣士。敵を傷つけることなく倒す「シジマの術」を使う。
- 気砲

刀の柄に仕込まれた空気銃。
ツブキ
水中戦を得意とする。水中における身体能力が高いが、河川に様々なトラップを仕掛けるなど多彩な戦術をとる。
- ウロコガエシ

背後を付いた相手を岩盤に叩きつける。
- 昇竜

鋭い棘が付いた浮き。水底に設置し対象の真下から切り放つ。
- 人食い魚

文字通り人間を食べつくす魚。
ヨサメ
黒装束の忍者。名前に違わず、夜間や暗闇にて威力を発する術を使う。
- 黒塗りの太刀

光沢や光の反射を排した黒塗りの刀。爆薬が仕込まれており、投擲爆弾としても使われる。
- 夜の間切り

黒塗りの太刀を用いた斬撃。
- 乱心法・暗夜の法

対象の周辺に漆黒の煙幕を張り、爆薬が仕込まれた黒塗りの太刀を投擲する。
クグツメ
人形や死体をあたかも生きた人間のように操る。クグツメ本人も女性型の人形の中に潜んでいるが、その容姿は禿でチビ。
- 浮き人形

四肢の先端に磁石が仕込まれて、周辺の岩の磁力により本当に浮いている。
- 毒針あらし

猫を模した人形より発射される毒針。この人形は傀儡ではなく、自律的に動くからくり人形。

### 第二部

#### 百地赤目党
石川のオビト
オドラ

##### 藤林赤目党
トリコ

#### その他
ツユキ

## 映画
『大忍術映画ワタリ』のタイトルで映画化。東映の劇場映画として、1966年（昭和41年）7月21日に公開。カラー、シネスコ、82分。東映京都撮影所（以下、京撮）。
東宝の独壇場だった特撮映画に挑戦した大映の『大怪獣決闘 ガメラ対バルゴン』『大魔神』に負けじと乗り出した東映初の本格的特撮映画で、東映が得意とするアニメーションの実力の全てを投入して製作し、東映として今後も特撮映画製作に本腰を入れると発表した。
本作が当たったため、日活と松竹も1967年の春休みを当て込んで特撮映画を企画し、日活は『大巨獣ガッパ』を、松竹は『宇宙大怪獣ギララ』を企画した。
同時上映は『サイボーグ009』（東映動画、この作品も『少年マガジン連載）と『なかよし合奏団』（東映教育映画）で、金子吉延演じるワタリが『009』主役の「島村ジョー（009）」と握手する合成写真が劇場や宣伝で使われた。

### スタッフ
- 製作：大川博
- 企画：岡田茂、秋元隆夫、新海竹介
- 原作：白土三平（『週刊少年マガジン』連載）

- 監督：船床定男
- 脚本：伊上勝、西村俊介
- 音楽：小川寛興
- 撮影：國定玖仁男
- 照明：長谷川武夫
- 録音：荒川輝彦
- 美術：矢田精治
- 合成：松本春吉
- 編集：神田忠男
- 助監督：本田達男
- 記録：矢部はつ子
- 装置：矢守好弘
- 装飾：笠井伴夫
- 美粧：堤野正直
- 結髪：橋本明子
- 衣裳：三上剛
- 擬斗：谷明憲
- 舞踊指導：長曾我部はる子
- 進行主任：中川卓慶

特殊撮影班
- 特撮監督：倉田準二
- 撮影：赤塚滋
- 照明：若木得二
- 録音：中山茂二
- 美術：石原昭
- 助監督：清水彰
- 記録：勝原繁子

- 協力：東映動画スタジオ（森康二、菊池貞雄、羽根章悦）
- 現像：東映化学工業

### 挿入歌
- 「ワタリ」（歌：佐々木新一）
- 「ワタリまーち」（歌：佐々木新一、キング合唱団）

2曲ともに、作詞：たなかゆきお、作曲：小川寛興。

### 配役
- ワタリ：金子吉延（「少年スター」と併記）
- ツユキ：本間千代子
- 新堂の小次郎：村井国夫
- 爺（四貫目）：牧冬吉
- 楯岡の道順：天津敏
- 百地三太夫：内田朝雄
- 雲組小頭：楠本健二
- カンパチ：汐路章
- トリコ：原健策
- ドンコ：ルーキー新一
- 藤林長門：瑳川哲朗
- ハンザキ：加藤浩
- カズラ：伊藤敏孝
- ピロン：金子剛
- ツブキ：岡田千代
- シジマ：脇中昭夫
- 下忍
  - 波多野博
  - 春川純
  - 土橋勇
  - 矢部義章
  - 末広恵二郎
  - 有島淳平
  - 香月涼二
- カンネ：宍戸大全
- シブタレ：西田良
- クグツメ：大城泰
- ヨサメ：阿波地大輔
- 雨組小頭：岩尾正隆
- 「全国応募少年スター」
  - 平助：池田起教
  - 三太：竹渕文明
  - 次郎：田中基幹
  - 貞吉：長張卓実
- 音羽の城戸：大友柳太朗

### 製作
企画
大川博東映社長の命で、京撮の大リストラを敢行していた岡田茂京撮所長（当時、のち同社社長）が、テレビ映画に本格的に参入を図り、岡田が設立した東映京都テレビプロダクションの田口直也所長（当時）に命じ、関西のテレビ関係のキーパーソンを積極的に起用する方針を打ち出した。以前から付き合いのあった電通大阪支社企画室長の入江雄三を介して、関西テレビ副社長の芝田研三と東映テレビ次長・渡邊亮徳（全て当時）を引き合わせ「お互いに話を煮詰めて、子供ものの時代劇で何かおもしろいものを作ってくれ」と岡田が二人に要望を出し、東映で子供向けの時代劇として最初に企画されたのが本作である。渡邊はこの漫画の映画化を皮切りに、連続テレビドラマ化を構想していた。しかし、脚本を一読した原作者の白土三平は、「ライフワークである“階級解放闘争”が消されている」として激怒。渡邊が直接説得に当たり、撮影そのものは終えることが出来た。

クレーム
ところが、完成試写を観た白土は「こんな映画を上映させるわけにはいかねぇ!!」と再び激怒、席を蹴って帰ってしまった。しかし、企画に参加した東映プロデューサー（当時）の平山亨が、「誰がどう説得したかわからない」という中、作品は無事に封切られることが出来、興行的には大ヒットとなった。
渡邊次長はこの『ワタリ』の映画化と続くテレビシリーズ化を、入江、芝田と協力してプロジェクト化していた。しかし原作者の白土の怒りは収まらず、公開後には「こんな映画はもってのほかじゃ!!、今後一切東映とは付き合わない!!」として東映との絶縁を表明した。
このような事情で『ワタリ』カラーテレビ番組化のプロジェクトは頓挫したが、渡邊は今度は原作を忍者漫画のもう一方の第一人者であった横山光輝に依頼、このテレビ時代劇企画は、翌年に『仮面の忍者 赤影』（関西テレビ）として実現に至った。こうして作品は変わったが、渡邊や芝田らの目指した「カラーテレビ番組」制作の夢が叶うこととなり、『ワタリ』で培われたカラーでの撮影・合成技術のノウハウや、金子吉延や牧冬吉、天津敏らのキャスティングは、そのまま本作で特撮を担当した倉田準二監督によって、『赤影』に受け継がれた。本作の楽曲も、一部が『赤影』に流用されている。
原作からの改変を許さない白土三平と、原作と映画は別ものと割り切る横山光輝、この対称的なスタンスは、どちらも以降の漫画映画の実写化を巡る定番となった。後者はプロモーションのため、原作者の"お墨付き"をファンに向けアピールする例が増えていく。

監督
監督は1964年（昭和39年）に、東映京都で映画版『隠密剣士』を撮った船床定男が担当。『隠密剣士』の設定および脚本を手掛けた西村俊一、伊上勝ら、宣弘社系列のスタッフが本編を手掛けている。この映画を前に、東映京都撮影所は、米国「オックスベリー社」の最新式オプチカル・プリンターや、ブルーバック（ブルーバッキング）合成設備を500万円で購入。船床も、「カラー作品」であることを念頭に、忍術の表現に東映動画のスタッフによる幻想的なアニメーションを合成するなど、色彩豊かでファンタジックな映像作りに努め、内外でも評判となった。

キャスティング
ワタリ役の金子は『少年マガジン』に連載されていた原作の大ファンで、当時『丹下左膳 飛燕居合斬り』（五社英雄監督、東映京都）の撮影で京都にいた。そこで『ワタリ』が東映京都で映画化されると聞き、「せっかく京都にいるんだから、出演させてもらおう」と、企画室に日参して売り込んだという。本人は脇役でのつもりだったが主役に選ばれ、漫画原作を読んでいただけに戸惑ったという。撮影は3ヶ月におよんだため、金子は撮影期間中母親とともに東映の女子寮に入寮していたが、後年のインタビューで金子は学校へ通うこともできなかったため母親が嫌な顔をしていたと述懐している。
船床は『隠密剣士』『丹下左膳』に出演していた子役の大森俊介に出演を依頼していたが、大森はこれを断り、その後引退した。
風間杜夫らとともに東映児童演劇研修所一期生の本間千代子が女忍者役で出演している。

製作費
6,654万円で、33期(1965年下半期)、34期(1966年上半期)の中では『宮本武蔵 巌流島の決斗』(7,966万円) の次にお金がかかった映画である。

撮影
子供たちの頭上に岩石が落ちてくるシーンがあり、当然ながら、軽い素材の「作り物（張りぼて）」の岩ではあったが子供たちが怖がり、演出の意図としてはその怖さを出したかったが、それを人入れ屋（所謂、人材斡旋業）の女性が無理やり子供にやらせた。子供は登録されておらず、深夜に渡って危険な作業を続け、子供たちが拒否したにも拘わらずやらせたため、親が訴え書類送検された。

### 作品の評価
すでに時代劇は下火となっていた中で、夏休み映画としてヒット。
『週刊新潮』は「動画と俳優の組合せが売物だけに、ワタリ少年が虹をかけるファンタジックな美しい場面もあるが、問題は全編これ"グロと殺リク"で満ちていることだ。何しろ原作は、正義と悪が戦って悪が勝ち「これが歴史さ」などとつぶやくことで大学生にうけている"唯物論漫画"とやらの白土三平。それだけに二組の忍者の対立も、どっちが正か悪かの判然としないし、次々に忍者が殺されるのも、何のための死か子供に納得いくシロモノではない。忍者の顔が青や黄に色どられたり、蛾を使う忍者の死体が黄色の粉になるなどグロ要素も濃厚。『教育ママならずとも、これはあまりにヒド過ぎる。ここにないのはエロだけだ』という批評家もいる。しかし興行成績は徹底したお子様向け番組が奏功して大ヒット。東京の一部（映画館）では二週間ロングという景気である。もっとも心配なのは、子供への影響より大学生への影響かもしれない。なぜなら、映画館を満員にしているのは夏休み中の高校、大学生だからだ」と批評している。
『映画年鑑』1967年版では「"ヤクザ"と"エロチシズム"の"不良性感度"映画で、東映が日本映画の品位と質を著しく落とした中で一つ特記すべきは『ワタリ』の製作で、特撮物といえば怪獣映画に右へ倣えする中にあって、特撮と動画と劇を一体化した新しい映画を考え出し、年少ファンのための特撮時代劇路線を開拓したことである」と評価されている。
本作は海外にも輸出され、オリエンタルな要素が受け、フランスなど欧州や、台湾でも大ヒットした。『ワタリ』を観た台湾の映画プロデューサー黄銘は船床定男の演出手腕に注目し、西村俊一を説得して『銀姑』という映画を撮らせている。またさらに台湾映画界は「ワタリ」役の金子吉延を招き、1970年（昭和45年）に、金子の主演で特撮冒険映画『神童桃太郎』、『桃太郎斬七妖』を制作している。

### 影響
本作のヒットを受け、岡田茂京撮所長は、時代劇復興の望みを込め、時代劇の一路線として「特撮シリーズ」の路線化を決めた。同シリーズ化により、以降『冒険大活劇 黄金の盗賊』『怪竜大決戦』『まぼろし黒頭巾 闇を飛ぶ影』などが製作された。岡田は「『怪竜大決戦』の主人公自来也というのは、かつて時代劇初期のスター尾上松之助の当たり芸で、同時に"活動写真ファン"を飛躍的に増加させた作品だった。しかし、当時は特撮技術を未熟で、ストーリーの面白さを充分に活かし切れなかった。今日の特撮技術を持ってすれば、もう一度"忍術ブーム"を招来することが出来ると信じている。配役的にはスポーティな魅力を持つ松方弘樹がその中心になる」と話した。